# Confederación Nacional del Trabajo
La Confederación Nacional del Trabajo, nota anche con la sigla CNT, è una confederazione di sindacati anarchici spagnoli.

## Storia

### Primi anni

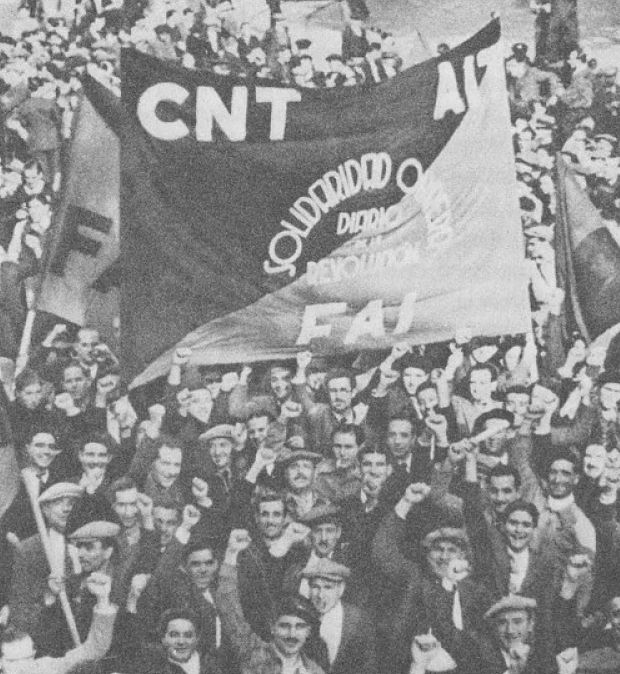
Manifestazione della CNT negli anni 30

La CNT nacque nel 1910 con l'obiettivo di costituire una grande forza libertaria che si opponesse al sindacato allora maggioritario, la socialista Unión General de Trabajadores (UGT). Si formò dal gruppo catalano Solidaridad Obrera ossia solidarietà operaia, sorto nel 1906.
Nel 1911 vi fu il primo congresso, nel quale fu proclamato uno sciopero generale; a causa di ciò, la CNT fu dichiarata illegale fino al 1914. Nel 1916 iniziò un dialogo con l'UGT, che portò a uno sciopero generale, al quale collaborarono entrambe le associazioni, nel 1917. I rapporti si rafforzarono e nel secondo congresso, nel 1919, qualcuno propose di unire i due sindacati per unire la classe lavoratrice. Fu anche approvata un'alleanza provvisoria con la Terza Internazionale, ma quest'alleanza si ruppe subito dopo la visita del presidente della CNT in Russia, nel 1922.
Nel 1918 vi fu la crisi dell'industria in Catalogna e migliaia di lavoratori s'iscrissero alla CNT. La forte presenza della CNT nell'industria catalana portò nel 1919 allo sciopero della Canadiense, uno sciopero che si estese velocemente in tutta la Catalogna e che, dopo 44 giorni, portò alla vittoria delle rivendicazioni anarcosindacaliste. Tra gli esiti più importanti di questo sciopero c'è la giornata lavorativa massima di otto ore ed il rilascio di migliaia di operai arrestati durante lo sciopero.
Per contrastare questa nuova forza che il sindacato aveva raggiunto, molti capitalisti pagarono sicari per ucciderne i dirigenti. Nel 1923 salì al potere il dittatore Miguel Primo de Rivera e la CNT fu costretta ad agire in clandestinità. In quel periodo emersero diversi dissidi tra gli anarchici che nel 1927 avevano costituito la Federación Anarquista Ibérica, FAI, per tutelare i principi libertari del sindacato, e i moderati.
Dopo la caduta della monarchia vi fu un iniziale appoggio alla seconda repubblica, che andò diminuendo nel periodo tra il 1931 e 1933 per gli scontri costanti con le autorità repubblicane. Il nucleo principale della CNT si trovava in Catalogna, ma guadagnava sempre più terreno in altre regioni, quali Aragona (dove era più forte dell'UGT) e Andalusia. A Madrid nella notte tra l'11 e il 12 maggio 1931, scoppiarono violenti tumulti guidati dagli anarchici, quasi tutti inquadrati nella Confederación Nacional del Trabajo, e furono assalite ed incendiate numerose chiese, monasteri ed edifici religiosi a Madrid. Andò completamente distrutta la chiesa gesuita di Calle de la flor.
Poi i tumulti scoppiarono anche in altre zone della Spagna come Malaga.
Il biennio nero segnò una tappa di clandestinità forzata che intaccò profondamente le basi dell'anarcosindacalismo spagnolo. Si calcola che vi furono circa 30.000 incarcerati.
Sebbene gli anarchici fossero solitamente contrari al voto, nel 1936 molti di loro votarono il Frente Popular, portandolo alla vittoria. Ciò avvenne poiché il Fronte aveva promesso la liberazione dei prigionieri politici, in buona parte anarchici.

### Guerra civile e rivoluzione

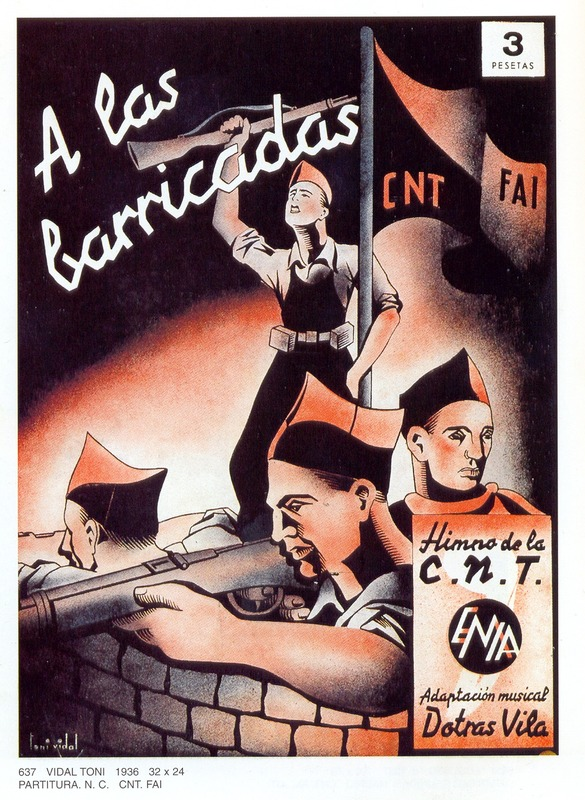
Manifesto della CNT, A las barricadas

Le tensioni tra la parte moderata della CNT e gli anarchici, prima della guerra civile, sono complesse e difficili da analizzare a causa del carattere decentralizzato, settoriale e localistico dell'organizzazione. Si giunse alla rottura con la formazione del Partido Sindicalista di Ángel Pestaña.
Nel '36 la CNT fu nuovamente legalizzata. Durante la guerra organizzò milizie di volontari, e  arrivò a far parte del governo con vari ministeri e alti incarichi amministrativi.
Nell'agosto di quell'anno, quando il fronte di Aragona iniziava a stabilizzarsi, i combattenti anarchici controllavano due quinti della regione. Per gli anarchici la guerra civile doveva concludersi con una rivoluzione per un nuovo assetto sociale in Spagna.

### Clandestinità e attualità
Nel 1939 con la Ley de responsabilidades políticas (Legge delle responsabilità politiche) la CNT fu dichiarata illegale e fu espropriata dei suoi beni immobili, materiali, veicoli, conti bancari, aziende collettivizzate e documentazione. In quel momento la CNT contava un milione di iscritti e l'infrastruttura che la sosteneva era ampia.
La CNT continuò la sua attività in modo clandestino dentro il territorio spagnolo durante il regime di Francisco Franco.
Con la morte di Francisco Franco nel novembre del 1975 e l'inizio della Transizione, la CNT celebrò il suo primo congresso dal 1936, così come diversi incontri pubblici. Tra questi il più rilevante si tenne a Montjuïc in provincia di Barcellona.
In questo primo congresso, celebrato nel 1979 a Madrid, un gruppo minoritario si scisse dall'organizzazione e si chiamerà CNT Congreso de Valencia (in riferimento al Congresso alternativo realizzato in questa città) e successivamente cambiò il nome in CGT. Le ragioni che portarono alla scissione consistevano nel cambio di direzione politica assunto dalla CGT, che decise di accettare i fondi statali destinati ai sindacati, di partecipare alle elezioni sindacali e di riconoscere la figura professionale del sindacalista.
Nel 2010 s'è svolto il 10º congresso durante il quale la CNT ha festeggiato i suoi 100 anni di vita. Ormai irrilevante, continua a partecipare attivamente al movimento operaio spagnolo, basandosi nei principi dell'autogestione e del federalismo anarchico.

## Organizzazione e funzionamento
La CNT è una confederazione di sindacati autonomi che condividono le idee e le pratiche anarcosindacaliste. I sindacati si costituiscono considerando il settore di produzione del lavoratore e non la professione svolta. Il loro campo di azione è limitato all'interno del comune in cui si è costituito. Il numero minimo per poter formare un sindacato è di 25 persone, e nel caso in cui non sia formato il sindacato di un certo settore di produzione all'interno del comune, i lavoratori si affiliano a un sindacato generale, chiamato Sindicato de Oficios Varios.
Ogni sindacato svolge le proprie riunioni in assemblea e prende le decisioni con il metodo della democrazia diretta e del consenso. Dentro al sindacato i lavoratori di una stessa azienda possono formare una Sezione Sindacale, che gode di una certa autonomia rispetto al sindacato.
L'insieme dei sindacati dello stesso comune costituisce la Federazione Locale e si coordina attraverso il Comitato Locale. L'insieme delle Federazioni Locali nella stessa regione costituisce la Federazione Regionale e si coordina attraverso il Comitato Regionale. L'insieme delle Federazioni Regionali compone la Confederazione Nazionale, anch'essa costituita da un Comitato per poter gestire e riportare le decisioni prese dalle Federazioni Regionali.
Tutti i Comitati presenti nell'organizzazione non hanno potere decisionale, ma svolgono i compiti di amministrazione e di collegamento con le altre componenti dell'organizzazione.

## Progetti

### Il periodico
CNT è il periodico ufficiale ed il principale mezzo di espressione dell'organizzazione, approvato nel III Congreso de Madrid del 1931 e pubblicato per la prima volta il 14 novembre del 1932. Ha una periodicità mensile, è composto da 32 pagine di quattro colonne in bianco e nero, ad eccezione della prima pagina ed altre pagine speciale all'interno.
Tra le sezioni del periodico si trovano: Sindacalismo, Economia, Attualità, Esteri, Memoria storica, Cultura, Opinioni e Agenda.
I contenuti sono pubblicati con la licenza Creative Commons, aderendo ai periodici che promuovono il copyleft.

### Fundación de Estudios Libertarios Anselmo Lorenzo
La Fundación de Estudios Libertarios Anselmo Lorenzo (Fondazione degli Studi Liberatari Anselmo Lorenzo), conosciuta anche come Fundación Anselmo Lorenzo o FAL, è una organizzazione culturale createa dalla CNT nel 1987. I suoi obiettivi sono il recupero della memoria storica dell'anarchismo e dell'anarcosindacalismo spagnolo e la diffusione delle idee libertarie.
Il nome della fondazione fa riferimento ad Anselmo Lorenzo, un anarchico spagnolo che partecipò alla creazione del primo nucleo sindacale in Spagna. Attualmente la sede della fondazione è situata al centro di Madrid ed è considerata la più grande fondazione degli studi libertari di Spagna.

### Radio Klara
Radio Klara 104.4 FM di Valencia è la radio della Federazione anarchica iberica ove trova ampio spazio la programmazione dell'Anarco-sindacalismo.